# Construction à ossature

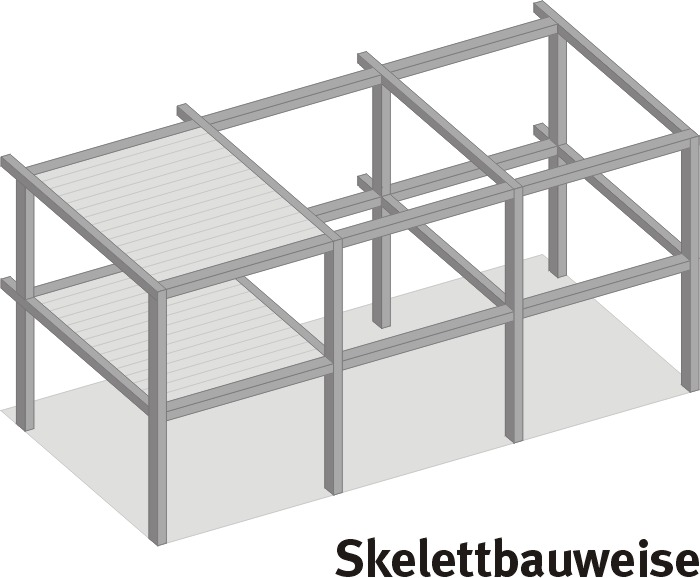
Représentation schématique de la construction à ossature, indépendamment du matériau

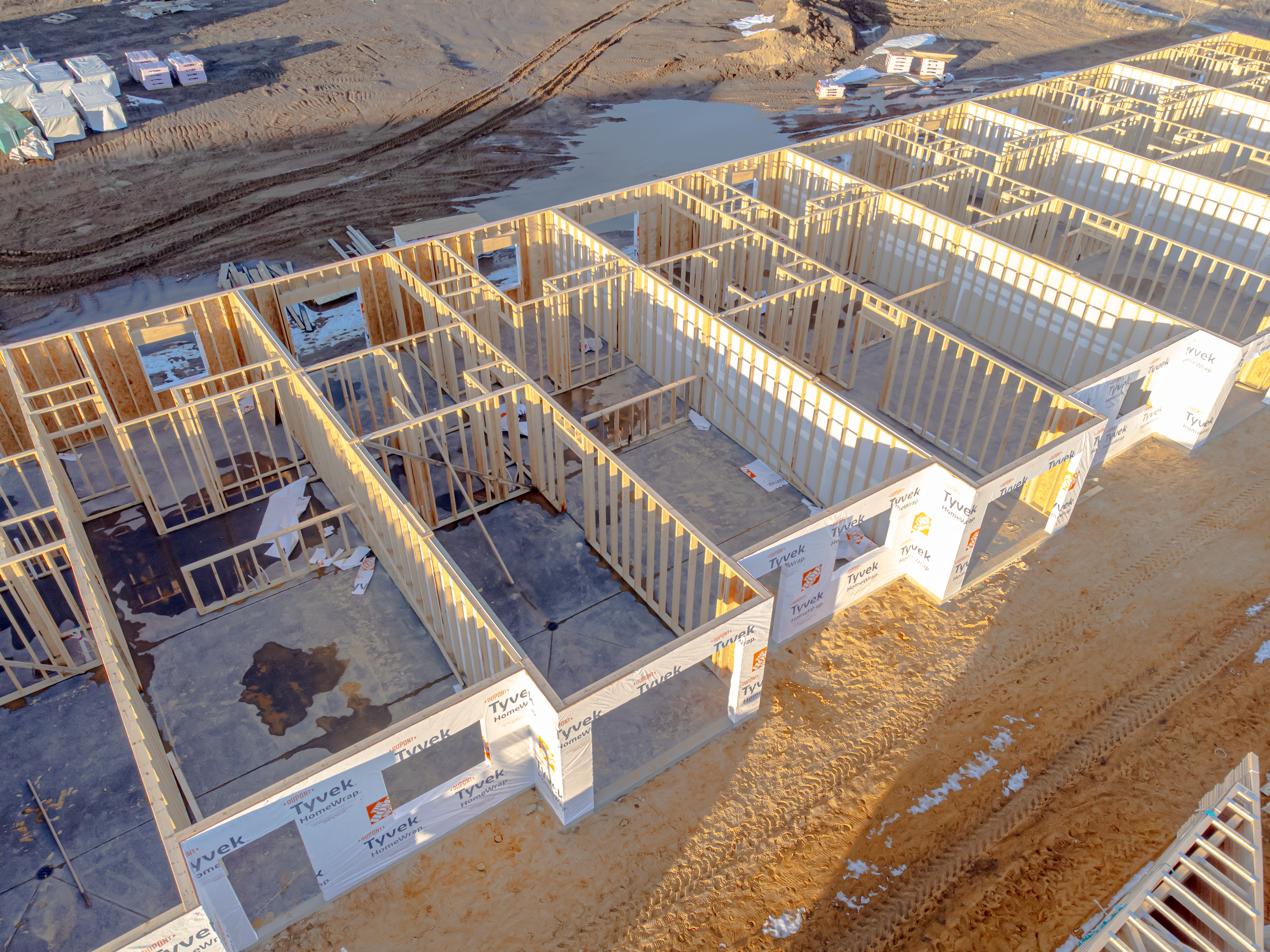
Rez-de-chaussée d’un bâtiment à ossature bois en cours de construction

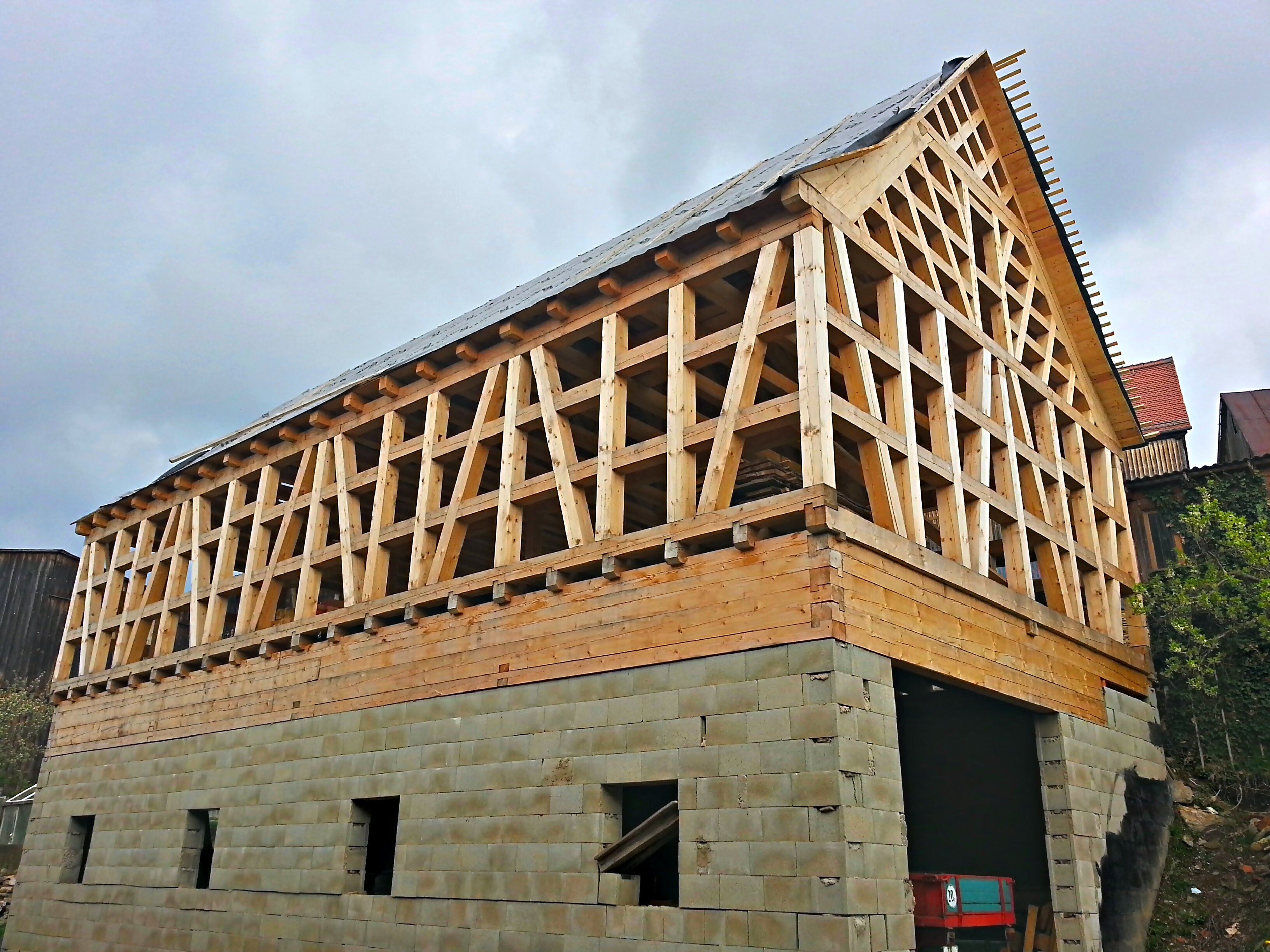
Ossature en bois d'une maison à colombages d'Egerland, sur cave semi-enterrée constituée de murs porteurs en parpaings

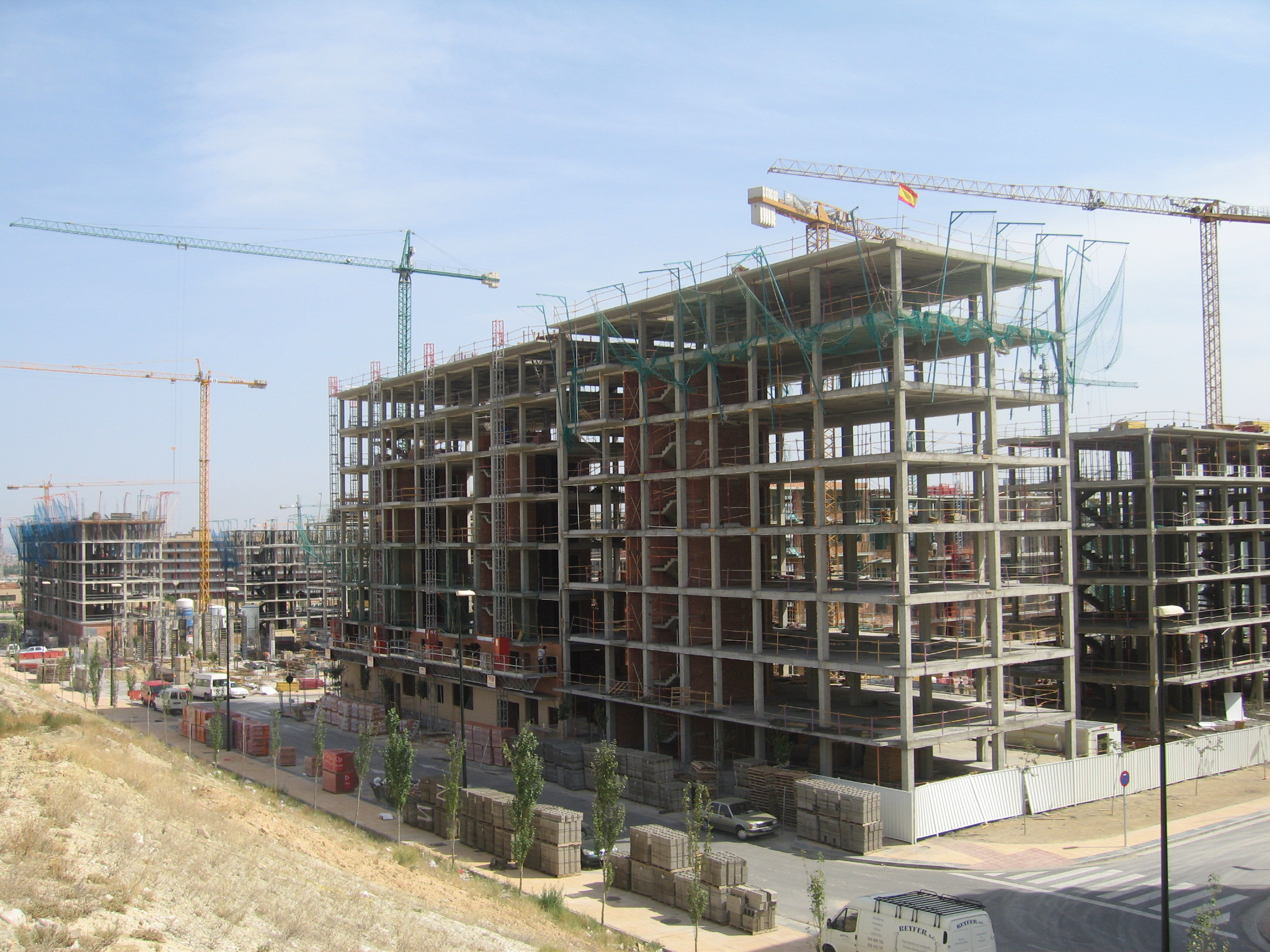
Construction à ossature en béton armé

En architecture, la construction à ossature est un type de structure porteuse, comportant généralement un plan d'étage libre, caractérisée par l’absence de continuité des pans porteurs des étages : la structure est un maillage creux et équerré par l’entrecroisement contraint des pièces de ce maillage.
Les planchers d’une telle structure à ossature sont maintenus, non pas par des murs porteurs continus comme dans le cas d’une construction massive, mais par des poutres horizontales croisées à des supports verticaux isolés (poteaux, colonnes, piliers, montant).
On peut schématiquement considérer qu’une construction à ossature est initialement une construction massive (murs pleins et continus), évidée au maximum pour ne conserver qu’un squelette porteur, et rigidifié par un contreventement rapporté à la structure, plutôt que par la structure continue elle-même.

## Matériaux et méthodes de construction
Les matériaux de construction typiques pour la construction à ossature sont, entre autres :
- Le bois : pan de bois, ossature bois, ossature légère en bois…
- L’acier de construction (voir aussi Stahlbau) : construction à ossature en acier, ossature en acier plié à froid…
- Le béton armé